# Castillo Sawayama

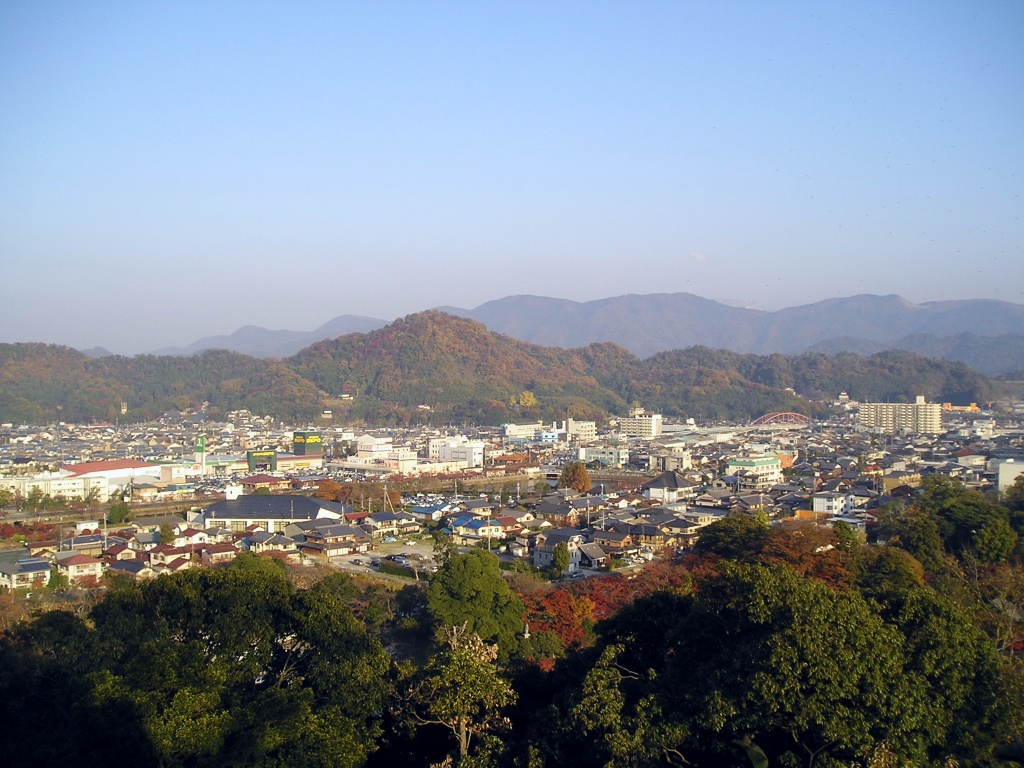
El monte Sawa visto desde el Castillo Hikone.

El castillo Sawayama (佐和山城 Sawayama-jō?) es un castillo japonés localizado en Hikone, prefectura de Shiga, Japón. 
El clan Azai controló el castillo durante el periodo Sengoku, mientras que Ishida Mitsunari lo poseyó durante finales del siglo XVI después del declive del clan Azai. 
El castillo fue atacado por Kobayakawa Hideaki después de la Batalla de Sekigahara. Ishida Masazumi, hermano de Mitsunari, se hallaba en el castillo y se rindió tan solo dos días después de que comenzaran las hostilidades.
Ii Naomasa adquirió posteriormente el castillo, el cual fue desmantelado y trasladado al Castillo Hikone.